# MAMA Awards
MAMA Awards (кор. 마마 어워즈, раніше Mnet Asian Music Awards) — велика музична премія, яку щорічно вручає розважальна компанія CJ ENM. Вперше проведена у Південній Кореї. Хоча більшість нагород отримали артисти K-pop, є й інші азійські виконавці, які перемогли в різних категоріях, як-от «Найкращий азійський артист» та інші номінації.
Церемонія нагородження вперше відбулася в Сеулі в 1999 році, її транслювали на каналі Mnet. З 2010 року MAMA проводиться в різних азійських країнах і містах за межами Кореї, а також транслюється по всьому світу онлайн.

## Історія

### Церемонія
Подія вперше була проведена в 1999 році як церемонія нагородження музичних відеокліпів за зразком MTV Video Music Awards і мала назву Mnet Music Video Festival. У 2004 році її об’єднали з KMTV Korean Music Awards та перейменовали на Mnet KM Music Video Festival. До середини 2000-х років премія привернула певний міжнародний інтерес через поширення корейської хвилі, а 2008 року її транслювали в Китаї та Японії.
У 2009 році премію перейменували в «Mnet Asian Music Awards» (MAMA) щоб відобразити її розширення за межі Південної Кореї. У 2010 році МАМА вперше була проведена не в Кореї, а в Макао. Наступного року церемонія відбулася в Сінгапурі, а з 2012 по 2017 рік у Гонконзі. У 2017 році церемонія нагородження була розширена до чотирьох днів, а окремі частини заходу, на додачу до Гонгонгу, відбулися у В’єтнамі та Японії. У 2018 році МАМА мала три частини та проходила в трьох країнах: Південній Кореї (вперше за дев'ять років), Японії та Гонконзі. У 2020 році через пандемію COVID-19 церемонія проходила лише онлайн у Кореї.

Логотип Mnet Asian Music Awards

20 липня 2021 року газета Ilgan Sports повідомила, що обговорюється можливість проведення Mnet Asian Music Awards 2021 в Гонконзі, попри на пандемію та пов'язані з нею обмеження. 23 серпня 2022 року CJ E&M оголосив, що надалі захід називатиметься просто «MAMA Awards».

### Назва
- Mnet Video Music Awards (1999)[5]
- Mnet Music Video Festival (2000–2003)[16]
- Mnet KM Music Video Festival (2004–2005)[17]
- Mnet KM Music Festival (2006–2008)[18]
- Mnet Asian Music Awards (2009–2021)[9]
- MAMA Awards (2022–present)[15]

## Місця проведення
| Рік                                 | Дата                    | Місто                   | Місце                                      | Ведучі                           |
| Mnet Video Music Awards             | Mnet Video Music Awards | Mnet Video Music Awards | Mnet Video Music Awards                    | Mnet Video Music Awards          |
| ----------------------------------- | ----------------------- | ----------------------- | ------------------------------------------ | -------------------------------- |
| 1999                                | 27 листопада            | Сеул                    | Universal Arts Center                      | Choi Hal-li                      |
| Mnet Music Video Festival (MMF)     |                         |                         |                                            |                                  |
| 2000                                | 24 листопада            | Сеул                    | Universal Arts Center                      | Cha Tae-hyun and Kim Hyun-joo    |
| 2001                                | 23 листопада            | Сеул                    | Universal Arts Center                      | Cha Tae-hyun and Song Hye-kyo    |
| 2002                                | 29 листопада            | Сеул                    | Universal Arts Center                      | Shin Dong-yup and Kim Jung-eun   |
| 2003                                | 27 листопада            | Сеул                    | Kyung Hee University                       | Cha Tae-hyun and Sung Yu-ri      |
| Mnet KM Music Video Festival (MKMF) |                         |                         |                                            |                                  |
| 2004                                | 4 грудня                | Сеул                    | Kyung Hee University                       | Shin Dong-yup and Kim Jung-eun   |
| 2005                                | 27 листопада            | Сеул                    | Olympic Gymnastics Arena                   | Shin Dong-yup and Kim Ah-joong   |
| Mnet KM Music Festival (MKMF)       |                         |                         |                                            |                                  |
| 2006                                | 25 листопада            | Сеул                    | Olympic Gymnastics Arena                   | Shin Dong-yup and Kim Ok-bin     |
| 2007                                | 17 листопада            | Сеул                    | Seoul Sports Complex                       | Shin Dong-yup and Lee Da-hae     |
| 2008                                | 15 листопада            | Сеул                    | Seoul Sports Complex                       | Rain                             |
| Mnet Asian Music Awards (MAMA)      |                         |                         |                                            |                                  |
| 2009                                | 21 листопада            | Сеул                    | Seoul Sports Complex                       | Tiger JK                         |
| 2010                                | 28 листопада            | Макао                   | Cotai Arena, The Venetian Macao            | Н/Д                              |
| 2011                                | 29 листопада            | Сінгапур                | Singapore Indoor Stadium                   | Lee Byung-hun                    |
| 2012                                | 30 листопада            | Гонконг                 | Hong Kong Convention and Exhibition Centre | Song Joong-ki                    |
| 2013                                | 22 листопада            | Гонконг                 | AsiaWorld–Arena                            | Lee Seung-gi                     |
| 2014                                | 3 грудня                | Гонконг                 | AsiaWorld–Arena                            | Song Seung-heon                  |
| 2015                                | 2 грудня                | Гонконг                 | AsiaWorld–Arena                            | Psy                              |
| 2016                                | 2 грудня                | Гонконг                 | AsiaWorld–Arena                            | Lee Byung-hun                    |
| 2017                                | 25 листопада            | Хошимін                 | Hoa Binh Theatre                           | Thu Minh                         |
| 2017                                | 29 листопада            | Йокогама                | Yokohama Arena                             | Park Bo-gum                      |
| 2017                                | 30 листопада            | Гонконг                 | W Hong Kong                                | Н/Д                              |
| 2017                                | 1 грудня                | Гонконг                 | AsiaWorld–Arena                            | Song Joong-ki                    |
| 2018                                | 10 грудня               | Сеул                    | Dongdaemun Design Plaza                    | Jung Hae-in                      |
| 2018                                | 12 грудня               | Сайтама                 | Saitama Super Arena                        | Park Bo-gum                      |
| 2018                                | 14 грудня               | Гонконг                 | AsiaWorld-Arena                            | Song Joong-ki                    |
| 2019                                | 4 грудня                | Нагоя                   | Nagoya Dome                                | Park Bo-gum                      |
| 2020                                | 6 грудня                | Пхаджу                  | CJ E&M Contents World                      | Song Joong-ki                    |
| 2021                                | 11 грудня               | Пхаджу                  | CJ E&M Contents World                      | Lee Hyori                        |
| MAMA Awards                         |                         |                         |                                            |                                  |
| 2022                                | 29—30 листопада         | Осака                   | Kyocera Dome                               | Jeon Somi and Park Bo-gum        |
| 2023                                | 28—29 листопада         | Токіо                   | Tokyo Dome                                 | Jeon Somi and Park Bo-gum        |
| 2024                                | 21 листопада            | Лос-Анджелес            | Dolby Theatre                              | Park Bo-gum                      |
| 2024                                | 22 листопада            | Осака                   | Kyocera Dome                               | Karina, Sung Han-bin, Rei, Yoshi |
| 2024                                | November 23             | Осака                   | Kyocera Dome                               | Kim Tae-ri                       |

## Категорії

### Головні призи
Чотири головні призи, відомі як Тесан:
- Артист року
- Альбом року
- Пісня року
- Світова ікона року (з 2018 року)

### Конкурсні нагороди
Кожна нагорода введена 1999 року, якщо не вказано інше.
- Найкращий артист
- Найкраща артистка
- Найкращий чоловічий гурт (з 2000 року, в 1999 році мала назву «Найкращий гурт»)
- Найкращий жіночий гурт (з 2000 року)
- Найкращий новий артист
- Найкращий танцювальний виступ
- Найкращий груповий виступ
- Найкращий реп-виступ
- Найкращий вокальний виступ (з 2010 року)
- Найкраща співпраця (2010, 2012, 2014—2017, 2019—дотепер)
- Найкращий саундтрек (2004—2006, 2008—2009, 2011—2014, 2016—дотепер)
- Найкращий музичний відеокліп (з 2006 року)
- Найкращий підрозділ (2018)

### Спеціальні нагороди
Ці нагороди присуджувалися одноразово або періодично.
- Найкращий міжнародний артист (1999—2006, 2009—2010, 2012—2014, 2019, 2021)
- Найкращий азійський артист (з 2004 року)
- Інші спеціальні нагороди[en]

### Припинені нагороди
- Музичний відеокліп року (1999—2005)
(колишній головний приз; з 2006 року має назву «Найкраще музичне відео»)
- Найкращий популярний музичний відеокліп (1999—2005)
(колишній головний приз)
- Найкраще виконання музичного відеокліпу (2005—2007)
- Найкращий режисер музичного відеокліпу (1999—2006)
- Найкращий змішаний гурт (2000–2009)
- Найкращий баладний виступ (1999—2009)
- Найкращий R&B-виступ (2000—2007)
- Найкращий інді-виступ (1999—2002)
- Найкращий хаус- та електронний виступ (2007—2009)
- Найкращий трот-виступ (2009)
- Найкращий цифровий сингл (2010)

## Артисти, з найбільшою кількістю нагород

### Головний приз
Нижче наведено список виконавців, які отримали дві чи більше нагород Тесан.
(Лише Артист року, Альбом року, Пісня року та Світова ікона року)
| Рекорд | Артист(и)    | Перший рік нагородження | Останній рік нагородження |
| ------ | ------------ | ----------------------- | ------------------------- |
| 21     | BTS          | 2016                    | 2023                      |
| 6      | Exo          | 2013                    | 2017                      |
| 5      | Big Bang     | 2008                    | 2015                      |
| 4      | 2NE1         | 2009                    | 2011                      |
| 3      | Super Junior | 2007                    | 2012                      |
| 3      | Twice        | 2016                    | 2018                      |
| 3      | Seventeen    | 2023                    | 2024                      |
| 2      | H.O.T.       | 1999                    | 2000                      |
| 2      | БоА          | 2002                    | 2004                      |
| 2      | SG Wannabe   | 2006                    | 2006                      |
| 2      | TVXQ         | 2005                    | 2008                      |
| 2      | G-Dragon     | 2009                    | 2013                      |
| 2      | NewJeans     | 2023                    | 2023                      |

### Загалом
| Рекорд    | Артист(и)    |
| --------- | ------------ |
| 52        | BTS          |
| 24        | Seventeen    |
| 19        | Twice        |
| 16        | Exo          |
| 13        | Big Bang     |
| 13        | Super Junior |
| 12        | IU           |
| 11        |              |
| Blackpink |              |
| TVXQ      |              |
| 10        | 2NE1         |
| 10        | Psy          |
| 10        | Shinhwa      |
| 9         | Aespa        |
| 8         | БоА          |
| 8         | G-Dragon     |
| 7         | Ive          |

## Скандали

### Бойкот
У 2007 році Лі МінУ і Сін Хьосон з гурту Shinhwa скасували свою появу на заході за годину до початку церемонії. Пізніше Сін сказав, що вони пішли, тому що не вірили, що подія чесно обере переможців.
У 2009 році розважальні компанії Inwoo Production і SM Entertainment бойкотували церемонію нагородження 2009 року, тому жоден із їхніх артистів не був присутній. Обидві компанії причиною свого бойкоту назвали сумнів у чесності процесу голосування. Зокрема, SM заявили, що їхній гурт Girls' Generation очолював музичний чарт дев'ять тижнів поспіль, але ніколи не займав перше місце в щотижневому музичному шоу M Countdown каналу Mnet. Компанія також розкритикувала мобільне опитування, яке вимагало від учасників платити гроші, щоб проголосувати. У 2010 році артисти SM Entertainment також не відвідали подію.

### Фальсифікація голосів
Перед церемонією 2017 року Mnet виявив, що деякі шанувальники підтасували голоси за допомогою ботів. У підсумку канал тимчасово призупинив голосування, після чого анулював усі шахрайські голоси, заблокував відповідні IP-адреси та видалив облікові записи користувачів.

## Мовлення
Церемонія транслюється в прямому ефірі по всьому світу через Mnet, TVING, tvN Asia, Mnet Japan, Mnet Smart+, інші канали CJ ENM, а також на YouTube-каналах Mnet K-POP, Mnet TV, M2 і KCON.
Інші мовники, які транслюють подію: au Smart Pass, додаток Far EasTone Mobile Circle & friDay Video, MeWATCH, TonTon, FPT Play, JOOX, ViuTV, Smart Livestream і Vidio.